# Systropus jactator
Systropus jactator är en tvåvingeart som beskrevs av Wray Merrill Bowden 1967. Systropus jactator ingår i släktet Systropus och familjen svävflugor.
Artens utbredningsområde är Uganda. Inga underarter finns listade i Catalogue of Life.